# Myriophyllum quitense
La vinagrilla (Myriophyllum quitense) es una especie de planta acuática del género Myriophyllum, nativa de humedales del sur de Sudamérica. Es empleada como planta de acuario.

## Distribución y hábitat
Habita desde el nivel marino hasta los 4500 m s. n. m., En la Argentina se la ha colectado en el oeste y sur, en las provincias de: Buenos Aires, Catamarca, Chubut, Córdoba, Jujuy, La Pampa, Mendoza, Neuquén, Río Negro, Santa Cruz, Santa Fe, y San Juan, aunque posiblemente también habite en La Rioja, Salta, San Luis, y el norte de Tierra del Fuego Antártida e Islas del Atlántico Sur.
También se distribuye por el área altiplánica del oeste de Bolivia, en todo Chile, y el sur del Uruguay, en los departamentos de Montevideo y San José.

## Ecología
Soporta temperaturas del agua muy frías, con la superficie congelada durante varios meses invernales. Es empleada por muchas especies de aves acuáticas para construir sus nidos, y sobre esta utilidad destaca el papel que desempeña en la conservación del macá tobiano (Podiceps gallardoi).

## Taxonomía
Myriophyllum quitense fue descrita por Carl Sigismund Kunth y publicado en Nova Genera et Species Plantarum (quarto ed.) 6: 89. 1823.
Sinonimia
- Myriophyllum elatinoides Gaudich.
- Myriophyllum elatinoides Gaudich. var. ternatum
- Myriophyllum ternatum Gaudich.
- Myriophyllum ternatum Gaudich. var. tetraphyllum
- Myriophyllum titikakense Remy

Etimología
Myriophyllum: nombre genérico que deriva del griego "myri" y que significa (demasiado para contar) y "phyll" (hoja).
quitense: epíteto geográfico que alude a su localización en Quito.